# Bayang
Bayang è una municipalità di quinta classe delle Filippine, situata nella Provincia di Lanao del Sur, nella Regione Autonoma nel Mindanao Musulmano.
Bayang è formata da 49 baranggay:
- Bagoaingud
- Bairan (Pob.)
- Bandingun
- Biabi
- Bialaan
- Bubong Lilod
- Bubong Raya
- Cadayonan
- Cadingilan Occidental
- Cadingilan Oriental
- Condaraan Pob. (Condaraan Dimadap)
- Cormatan
- Gandamato
- Ilian
- Lalapung Central
- Lalapung Proper (Pob.)

- Lalapung Upper
- Linao
- Linuk (Pob.)
- Liong
- Lumbac
- Lumbac Cadayonan
- Maliwanag
- Mapantao
- Mimbalawag
- Palao
- Pama-an
- Pamacotan
- Pantar
- Parao
- Patong
- Poblacion (Bayang)
- Porotan

- Rantian
- Raya Cadayonan
- Rinabor (Pob.)
- Samporna (Pob.)
- Sapa
- Silid
- Sugod
- Sultan Pandapatan
- Sumbag (Pob.)
- Tagoranao
- Tangcal
- Tangcal Proper (Pob.)
- Tomarompong
- Tomongcal Ligi
- Torogan
- Tuca (Pob.)